# 圣西尔拉罗西耶尔
圣西尔拉罗西耶尔（法語：Saint-Cyr-la-Rosière，法語發音：[sɛ̃ siʁ la ʁozjɛʁ] ⓘ）是法国奥恩省的一个市镇，属于莫尔塔涅欧佩什区。

## 地理
圣西尔拉罗西耶尔（48°19'50"N, 0°38'25"E）面积18.75 平方千米，位于法国诺曼底大区奧恩省，该省份为法国西北部内陆省份，北起顺时针与卡爾瓦多斯省、厄尔省、厄尔-卢瓦省、萨尔特省、马耶讷省和芒什省接壤。
与圣西尔拉罗西耶尔接壤的市镇（或旧市镇、城区）包括：拉沙佩勒苏埃夫、达姆玛丽、佩尔什昂诺塞、瓦勒欧佩什。

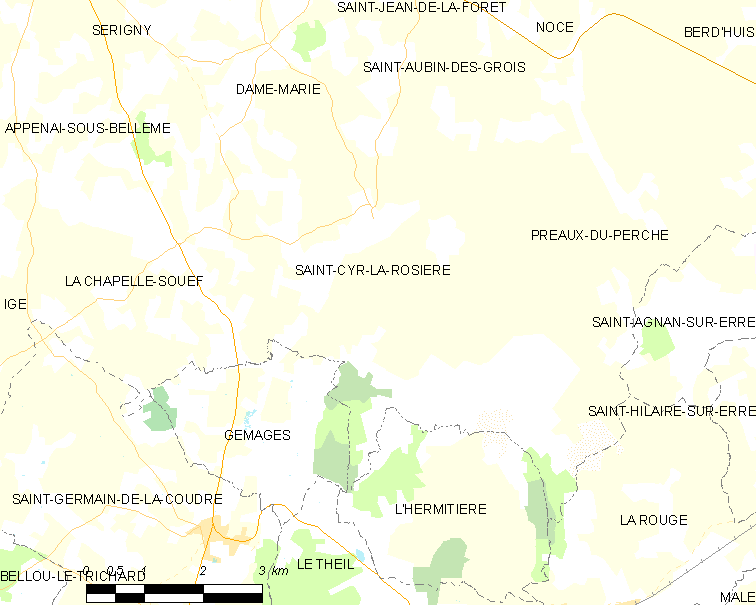
圣西尔拉罗西耶尔的OSM定位图

圣西尔拉罗西耶尔的时区为UTC+01:00、UTC+02:00（夏令时）。

## 行政
圣西尔拉罗西耶尔的邮政编码为61130，INSEE市镇编码为61379。

## 政治
圣西尔拉罗西耶尔所属的省级选区为布勒通塞勒县。

## 人口

1962-2008年间圣西尔拉罗西耶尔人口变化图示

圣西尔拉罗西耶尔于2022年1月1日时的人口数量为234人。